# Provinz Pescara
Die Provinz Pescara (italienisch Provincia di Pescara) ist eine italienische Provinz der Region Abruzzen.
Sie hat 312.246 Einwohner (Stand 31. Dezember 2023) in 46 Gemeinden auf einer Fläche von 1.225 km². Hauptstadt der Provinz ist Pescara.
In der Provinz befinden sich die beiden Nationalparks Gran Sasso und Monti della Laga und Majella, in denen viele Tiere wie Bären, Wölfe, Gämsen und Wildkatzen leben.

## Naturschutzgebiete
- Das „Riserva naturale Pineta di Santa Filomena“ ist ein 20 ha großes Naturschutzgebiet in der Nähe der Städte Pescara und Montesilvano. In diesem seit 1977 unter Naturschutz stehenden Gebiet sind viele in Mittelmeer-Regionen typische Pflanzenarten zu finden, da die großen durch Erosionen gebildeten Bodenfalten keine andere Vegetation zulassen.

- Das „Riserva naturale Valle dell’Orfento“ ist ein 2606 ha großes Naturschutzgebiet in der Nähe der Flüsse Orta und Orfento. In diesem seit 1971 unter Naturschutz stehenden Gebiet sind viele Pflanzen und Bäume wie Pinien, Buchen und Eichen zu finden.

- Das „Riserva naturale Lama Bianca di Sant’Eufemia a Maiella“ ist ein 1407 ha großes Naturschutzgebiet in der Nähe des Flusses Orta und des Majella-Gebirges. In diesem seit 1987 unter Naturschutz stehenden Gebiet sind viele Tiere wie Wölfe, Alpensteinhühner und Bären zu finden.

- Das „Riserva naturale controllata Lago di Penne“ ist ein 150 ha großes Naturschutzgebiet in der Nähe der Stadt Penne. In diesem seit 1987 unter Naturschutz stehenden Gebiet sind viele Pflanzen (Thymian, Majoran und Minze) und Tiere wie Amseln, Seidenreiher, Schildkröten und Störche zu finden.

## Größte Gemeinden
(Einwohnerzahlen Stand 31. Dezember 2023)
| Gemeinde          | Einwohner |
| ----------------- | --------- |
| Pescara           | 118.461   |
| Montesilvano      | 053.493   |
| Spoltore          | 019.066   |
| Città Sant’Angelo | 014.886   |
| Penne             | 011.094   |
| Cepagatti         | 010.980   |
| Pianella          | 008.527   |
| Loreto Aprutino   | 007.050   |
| Manoppello        | 006.744   |
| Collecorvino      | 006.013   |
| Popoli            | 004.674   |

Die Liste der Gemeinden in den Abruzzen beinhaltet alle Gemeinden der Provinz mit Einwohnerzahlen.

## Galerie

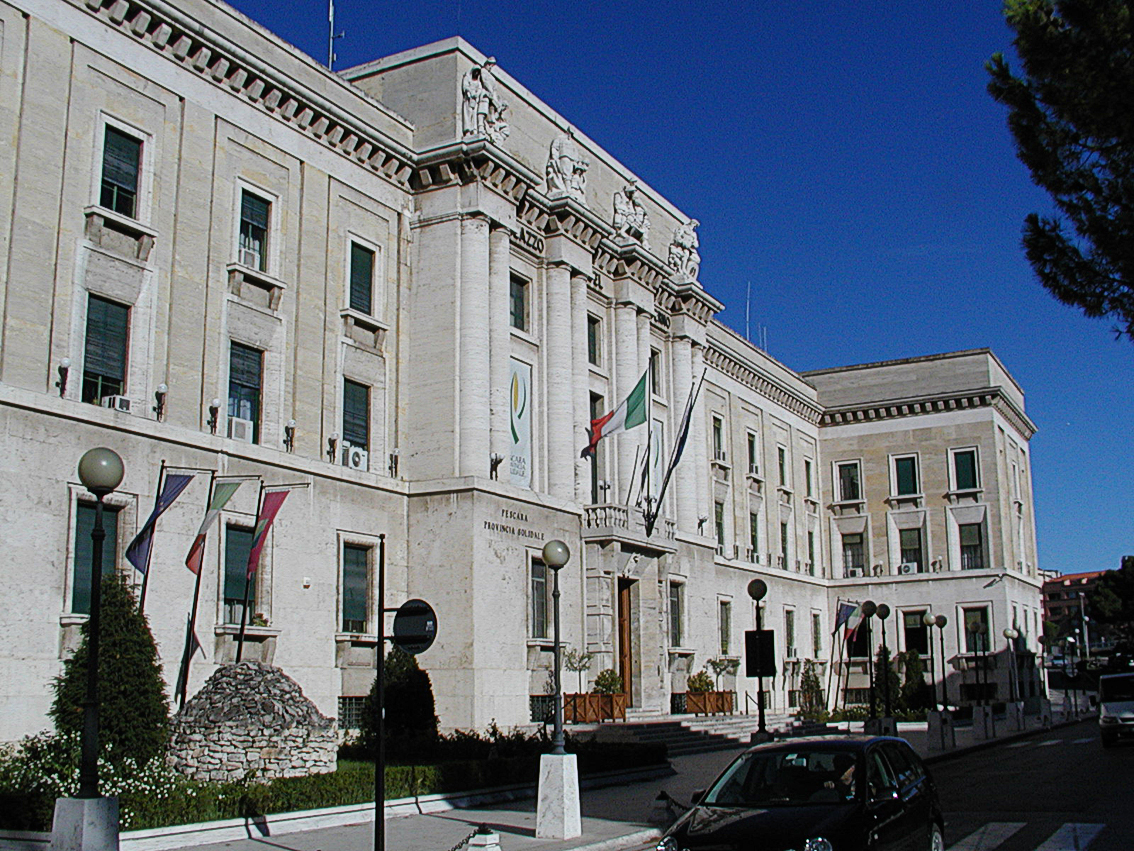
Das Gebäude der Provinzverwaltung in Pescara
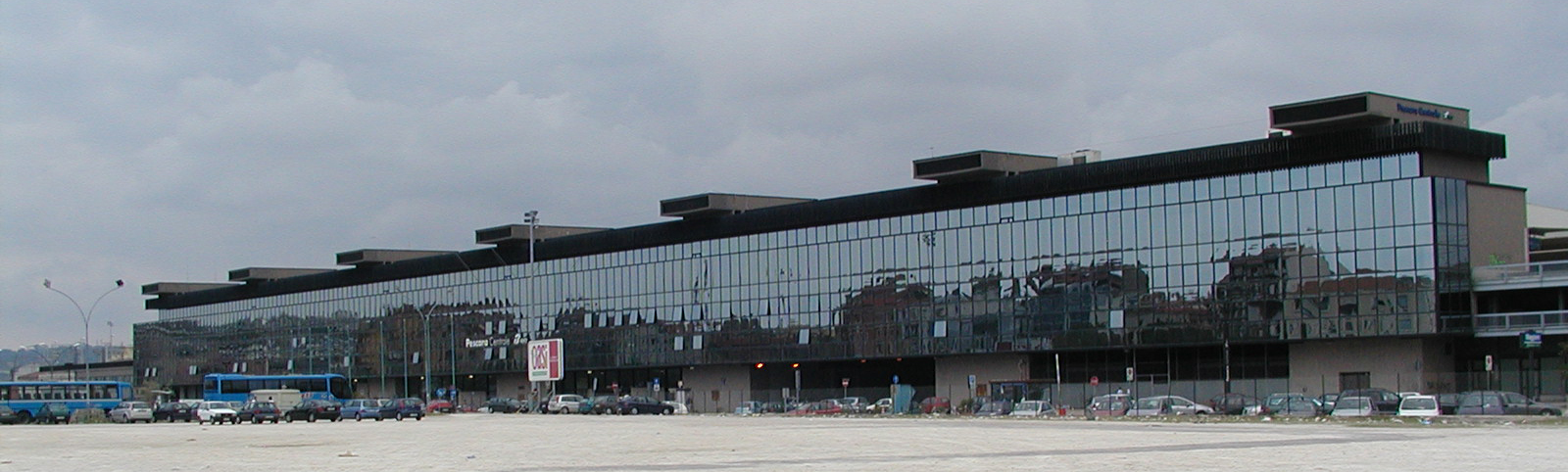
Der Hauptbahnhof von Pescara
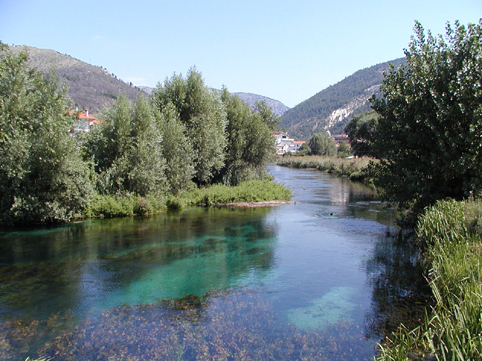
Der Fluss Pescara
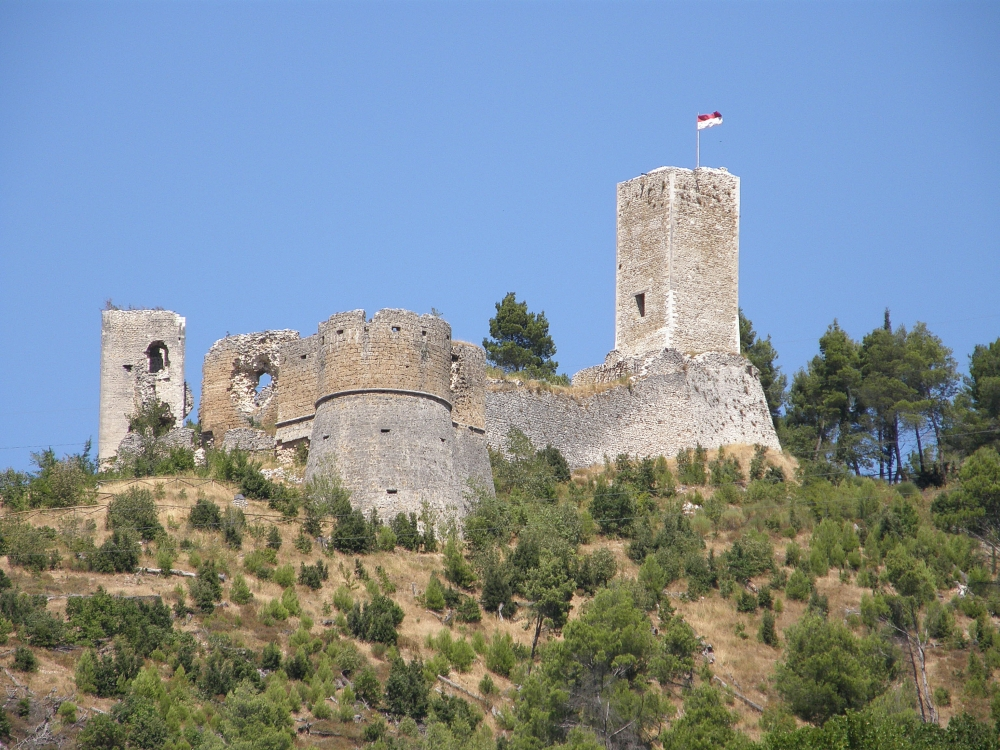
Die Burgruine in Popoli
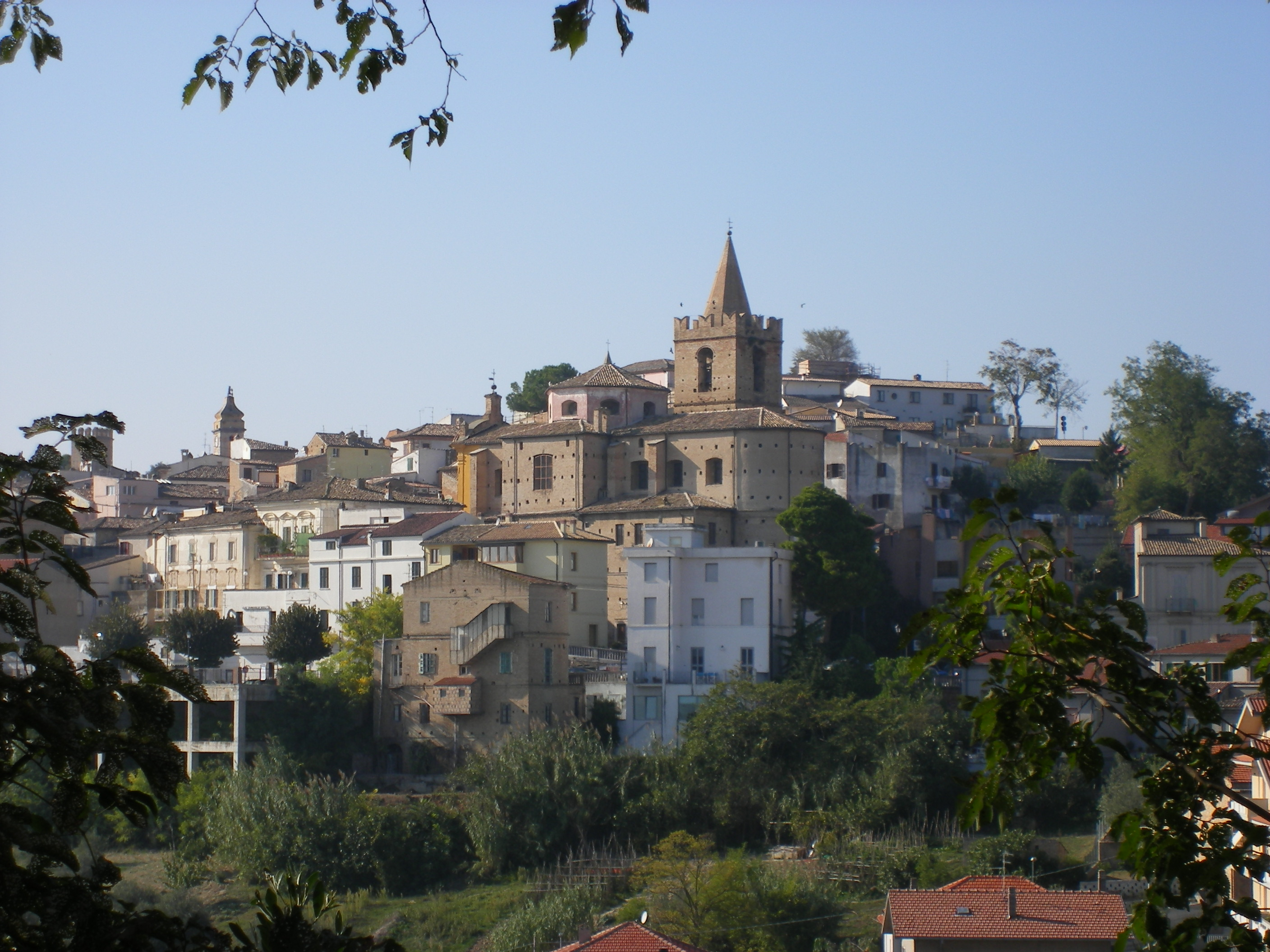
Die Stadt Spoltore
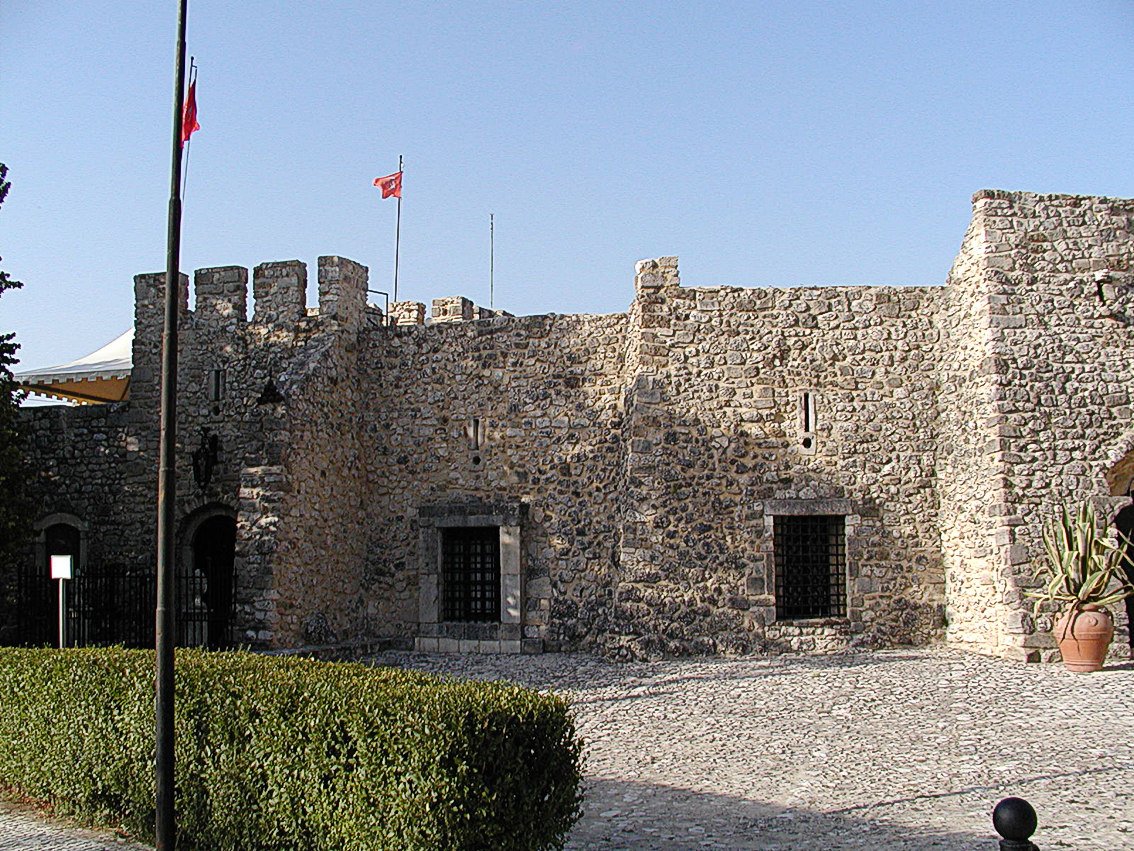
Die Burg in Salle